# Produção de coca na Colômbia

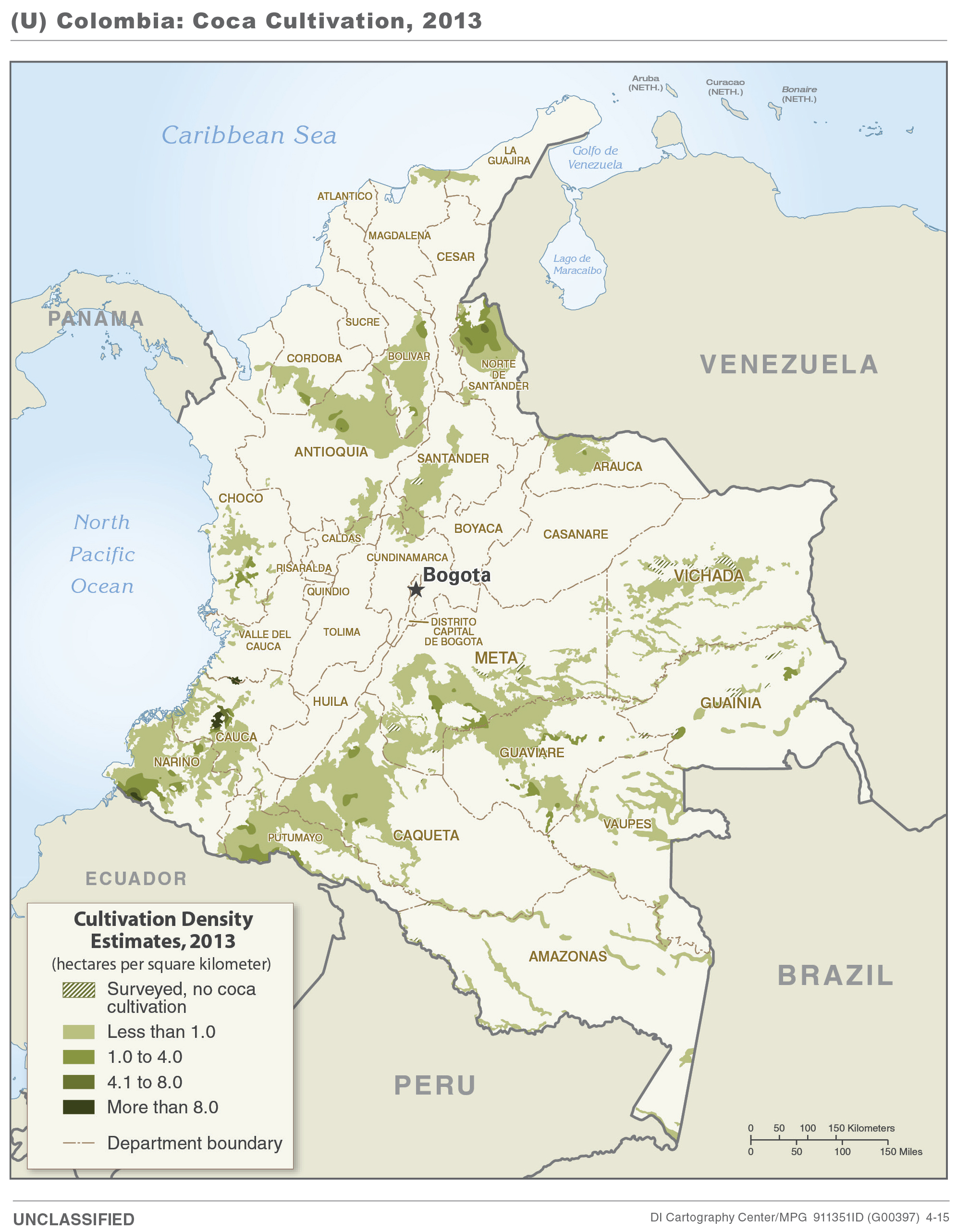
Mapa dos cultivos de coca na Colômbia em 2013.

Até 2006, a produção de coca na Colômbia empregou cerca de 67 mil famílias. A grande maioria do cultivo ocorre nos departamentos de Putumayo, Caquetá, Meta, Guaviare, Nariño, Antioquia, e  Vichada.

## História
Antes da década de 1990, a colheita de folhas de coca foi um negócio relativamente artesanal na Colômbia.  Apesar do Peru e da Bolívia dominarem a produção de folha de coca na década de 1980 e início de 1990, as campanhas de erradicação manual de lá, a ruptura bem sucedida da ponte aérea que anteriormente facilitou o transporte ilegal de folha de coca boliviana e peruana para a Colômbia e um fungo que dizimou uma grande porcentagem de plantações de coca do Peru, tornaram mais difícil para os cartéis obterem coca desses países. 
Em resposta, os cartéis de drogas colombianos compraram terras na Colômbia para expandir a produção local, pressionando o cultivo de coca em áreas do sul da Colômbia controladas pelas Forças Armadas Revolucionárias da Colômbia (FARC).  A Colômbia substituiu a Bolívia e o Peru como o principal produtor da folha de coca entre 1996 e 1997. 
Com apenas 14 por cento do mercado global de folha de coca em 1991, a partir de 2004 a Colômbia foi responsável por 80 por cento da produção de cocaína do mundo. Segundo uma estimativa o cultivo de coca na Colômbia cresceu de 13.000 hectares cultivados em meados da década de 1980, para 80 mil hectares em 1998, e para 99.000 em 2007. 

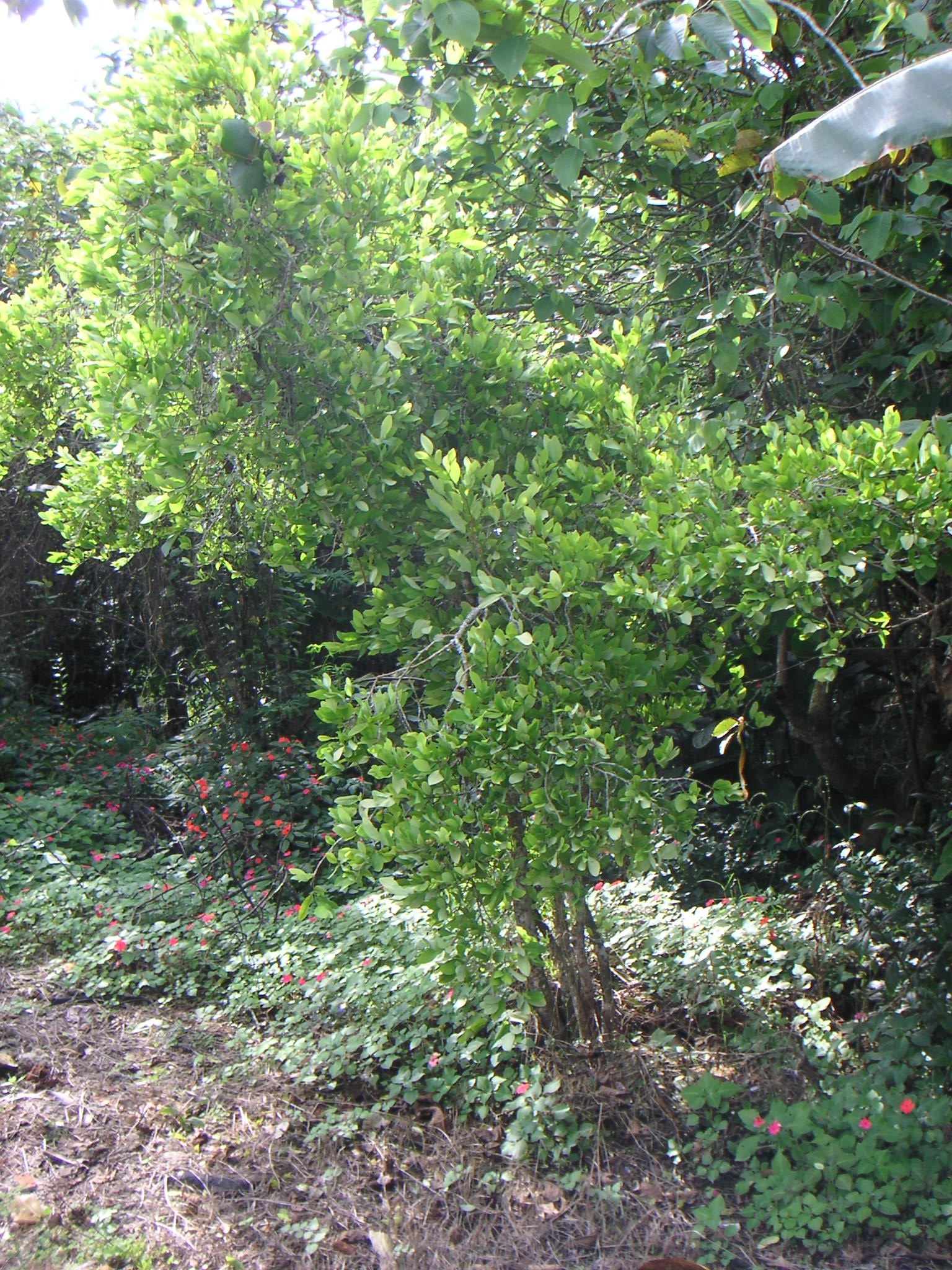
Uma planta de coca.

Outra estimativa dispõe o cultivo de coca na Colômbia crescendo de 40.100 hectares cultivados em 1990 para 163.300 em 2000, mas caindo para 78.000 em 2007, como resultado dos programas de erradicação do governo. No entanto, qualquer efeito desses programas de erradicação foi temperado por aumentos de produtividade: a produção estimada coca na Colômbia cresceu de 463 toneladas em 2001 para 610 toneladas métricas em 2006. 

## Efeitos
Os efeitos da produção de cocaína da coca variam de danos ambientais aos efeitos na educação, na saúde e na economia do país. O meio ambiente é danificado através do desmatamento causado pela desobstrução dos campos para o cultivo de coca. A erosão do solo e a poluição química também têm efeitos sobre a Colômbia. As questões são difíceis de tratar devido à riqueza e o poder dos traficantes de drogas. 
Muitos cultivos fornecem prostitutas para manter seus funcionários. Doenças sexualmente transmissíveis se espalham a um ritmo acelerado e contribuem para a incapacidade dos trabalhadores para curar seus ferimentos na pele e sua incapacidade de sobrevivência fora deste ambiente. Os poucos resultados positivos da fabricação da cocaína incluem o fornecimento temporário de trabalho para uma família com dificuldades financeiras, o aumento do PIB da Colômbia [carece de fontes?] e o padrão de vida.

### Obras citadas
- Hudson, Rex A. (ed.).  Colombia: A Country Study.  Library of Congress Federal Research Division (2010).